# Jüdische Gemeinde Puklice

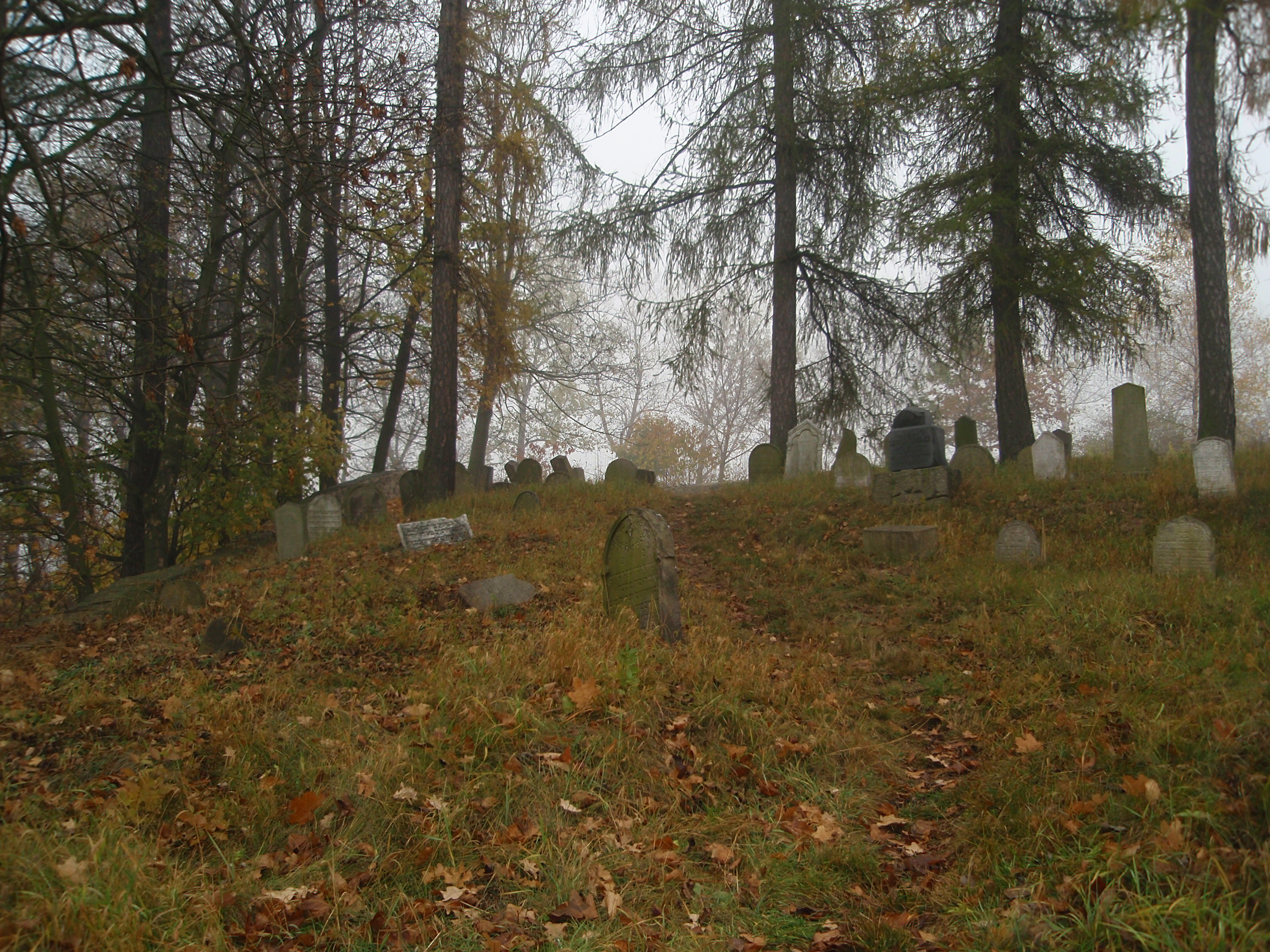
Jüdischer Friedhof in Puklice

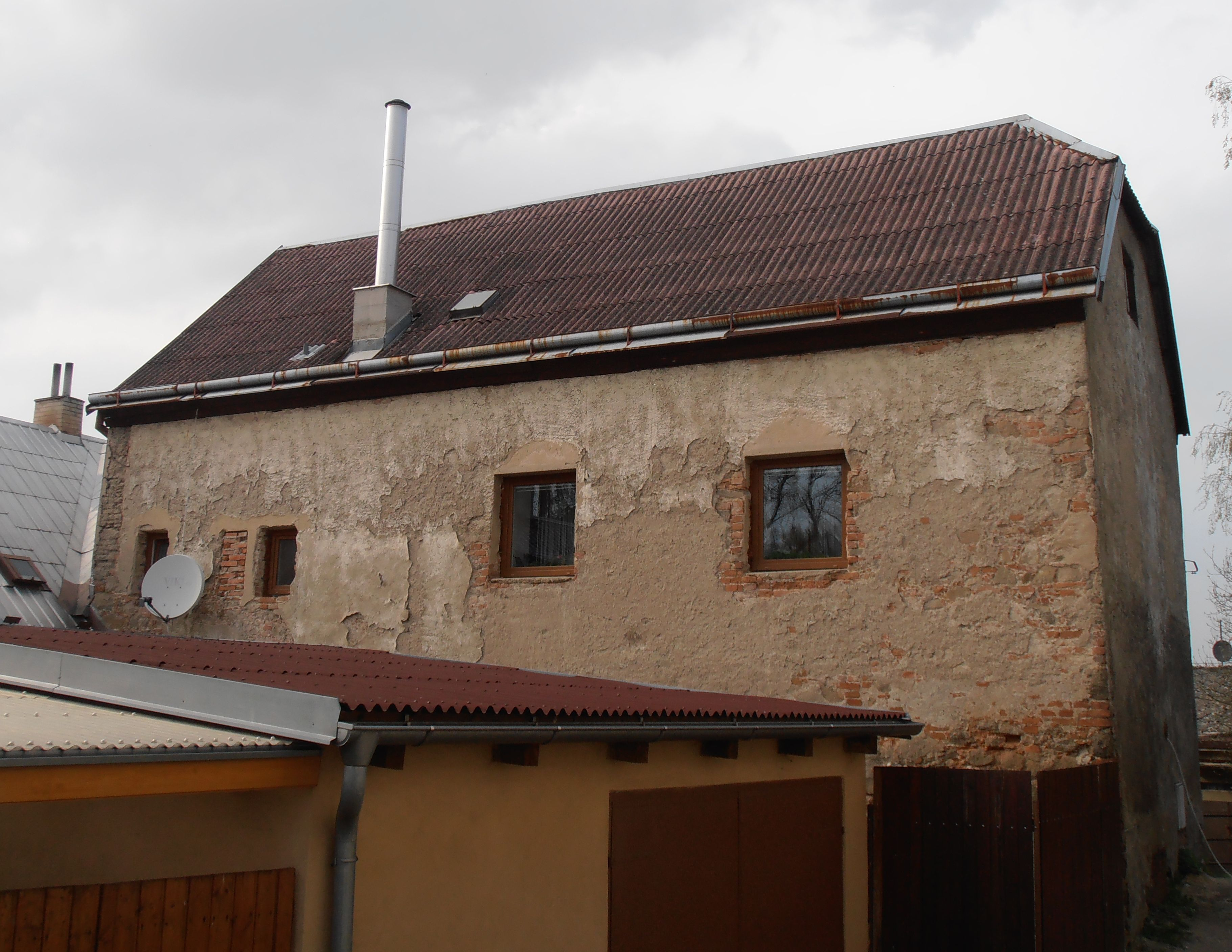
Profanierte Synagoge in Puklice (2013)

Die Jüdische Gemeinde in Puklice (deutsch Puklitz), einer tschechischen Gemeinde im Okres Jihlava der Region Vysočina, entstand im 15. Jahrhundert.

## Geschichte
In Puklice fanden im 15. Jahrhundert aus Iglau ausgewiesene Juden einen neuen Wohnort (siehe auch: Jüdische Gemeinde Jihlava#Geschichte). Die erste Erwähnung jüdischer Familien in Puklice ist für das Jahr 1454 überliefert.
Das jüdische Viertel bestand nur aus wenigen Häusern.
Anfang der 1930er Jahre lebten nur noch sechs jüdische Einwohner im Ort.